# Cabarrus megye
Cabarrus megye az Amerikai Egyesült Államokban, azon belül Észak-Karolina államban található. Megyeszékhelye és legnagyobb városa Concord. Lakosainak száma 225 804 fő (2020. április 1.). Cabarrus megye Rowan, Iredell, Mecklenburg, Stanly és Union megyékkel határos.

## Népesség
A megye népességének változása:
| Lakosok száma | 178 572 | 181 110 | 184 173 | 187 226 | 196 762 | 225 804 |
|               | 2010    | 2011    | 2012    | 2013    | 2015    | 2020    |